# 东黄坨镇
东黄坨镇，是中华人民共和国河北省唐山市滦南县下辖的一个乡镇级行政单位。

## 行政区划
东黄坨镇下辖以下地区：
郝各庄村、崔大庄村、崔二庄村、崔三庄村、梁各庄村、许一组村、许二组村、许三组村、东黄坨村、西黄坨村、闫庄户村、王各庄村、新户村、郑庄子村、营守庄村、东玉坨村和西玉坨村。